# Överstrykningspenna

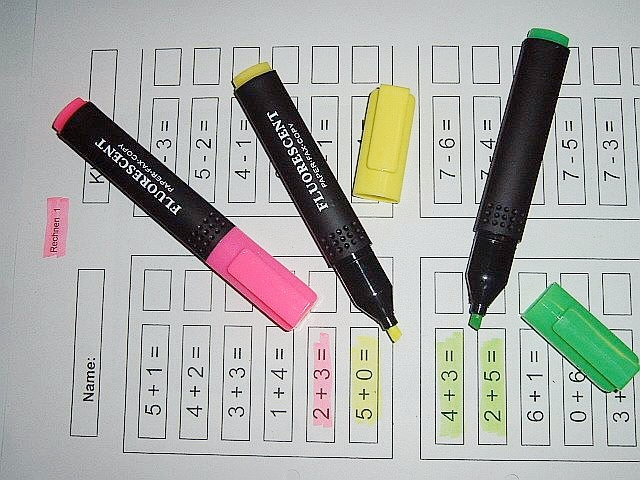
Överstrykningspennor

En överstrykningspenna är en typ av tuschpenna med bred spets och transparent färg som används för att markera text, exempelvis ord som man anser är viktiga. En del överstrykningspennor har fluorescerande färg.